# Libéria nos Jogos Paralímpicos de Verão de 2012
A Libéria irá participar dos Jogos Paralímpicos de Verão de 2012, que irão acontecer na cidade de Londres, na Grã-Bretanha.

## Desempenho

### Levantamento de peso
Masculino
| Atletas      | Evento   | Resultado | Posição |
| ------------ | -------- | --------- | ------- |
| James Siaffa | -82.5 kg | 190,0     | 7º      |